# Око лукавого
«О́ко лука́вого» (фр. L'Œil du malin) — криминальная мелодрама французского режиссёра Клода Шаброля, вышедшая на экраны в 1962 году.

## Сюжет
Молодой французский журналист Альбан Мерсье (Жак Шаррье) приезжает в небольшой баварский городок, чтобы по заданию редакции написать серию статей о немецкой жизни. Там он знакомится с известным немецким писателем Андреасом Хартманном (Вальтер Рейер) и его молодой женой Элен (Стефан Одран). Вид успешного и богатого писателя, его очаровательной жены, прекрасного дома и налаженного быта пробуждает в Альбане зависть, и он решает разрушить это тихое семейное счастье. Когда Хартманн уезжает к командировку, Альбан пытается соблазнить Элен, но получает отпор. Случайно Альбан выясняет, что у Элен есть любовник, и ему даже удаётся сделать компрометирующую их фотографию. Когда Хартманн возвращается домой, он получает эту фотографию. Между супругами разыгрывается ссора, и в порыве ревности Хартман закалывает Элен, после чего сам вызывает полицию. Альбан испытывает угрызения совести, но на его отчаянные попытки публично взять ответственность за преступление на себя никто не обращает внимания.

## В ролях
Жак Шаррье — Альбан Мерсье
Вальтер Рейер — Андреас Хартманн
Стефан Одран — Элен
Даниель Буланже — Комиссар

## Темы
Тему зависти к богатому и успешному другу и подсознательного желания занять его место Шаброль отчасти мог позаимствовать из фильма Рене Клемана «На ярком солнце» (1960), который в свою очередь был поставлен по книге Патриции Хайсмит «Талантливый мистер Рипли».